# Poutníkova cesta
Poutníkova cesta též Cesta poutníka (angl. The Pilgrim's Progress from This World to That Which Is to Come) je alegorický náboženský román, nejvýznamnější dílo anglického puritána Johna Bunyana a jedna z nevlivnějších knih v dějinách křesťanství. Poprvé vyšla tiskem roku 1678 (první část), resp. 1684 (druhá část).
Kniha sestává ze dvou částí. V první části putuje Křesťan/Kristián (Christian) z Města zkázy (City of Destruction) do nebeského města (Celestial City), na cestě prochází alegorickými místy (např. Jarmark marnosti, Bažina malomyslnosti) a potkává alegorické postavy (např. Světaznal, Pomoc, Neznalost, Lichotník). Ve druhé části sleduje tutéž pouť jeho žena Křesťanka (Christiana) s jejich syny a dalšími poutníky.
Námět knihy byl zpracován i formou dramatu, filmu a opery. Ovlivnil řadu – zejména anglickojazyčných – spisovatelů (např. Clive Staples Lewis, Nathaniel Hawthorne či William Makepeace Thackeray).
Poutníkova cesta byla záhy překládána (např. 1681 do nizozemštiny, 1685 do francouzštiny a němčiny, 1727 do švédštiny, 1764 do polštiny, 1778 do maďarštiny, 1782 do ruštiny); v současnosti je přeložena do více než 200 jazyků.

## České překlady
Do češtiny byla kniha poprvé přeložena z německého překladu péčí Josefa Nedomy a byla vytištěna roku 1815 pod názvem Jana Bunyána cesta Křesťana Z města Zkázy do blahoslawené wěčnosti. Další český překlad byl vydán péčí Leopolda Abaffyho v Pešti roku 1871 pod názvem Cesta poutníků na horu Sion. Vícera vydání se dočkal překlad Aloise Adlofa, opatřený výkladovými poznámkami. Moderní český překlad Tomáše Míky pod názvem Poutníkova cesta z tohoto světa do světa budoucího vydalo roku 1996 nakladatelství Argo a roku 2017 nakladatelství Stefanos. Roku 2020 vydalo nakladatelství Didasko knihu pod názvem Poutníkova cesta z města zkázy na horu Sion s výkladovými poznámkami Aloise Adlofa v jazyce 21. století, do nějž text převedl Karel Hýsek.

#### Text knihy
- Digitalizované faksimile prvního vydání
- Digitalizovaný český překlad z roku 1815
- Digitalizovaný český překlad z roku 1871
- Digitalizovaný český překlad Aloise Adlofa (vydání z r. 1900)
- Text českého překladu Aloise Adlofa s výkladovými poznámkami[nedostupný zdroj]
- Text slovenského překladu Jozefa Roháčka (2. vydání z r. 1922)

#### Pojednání o knize
- Matouš Jaluška: Úzká cesta Johna Bunyana. Na okraj roku reformace. (A2, 26/2017)
- Nina Kožíšková: Vidění rozličné sedláčka sprostného V. B. Jestřábského a Poutníkova cesta Johna Bunyana. Dvě barokní putování. Diplomová práce, MU Brno, 2016.